# Vampyressa melissa
Vampyressa melissa là một loài động vật có vú trong họ Dơi mũi lá, bộ Dơi. Loài này được Thomas mô tả năm 1926.